# Trønderbanen
Trønderbanen er betegnelsen for lokaltogene og visse jernbaner i Trøndelag fylke i Norge. Bane Nor (tidligere Jernbaneverket) benytter navnet om strækningen Trondheim–Steinkjer på Nordlandsbanen, mens NSB benytter det om lokaltogene på strækningen Steinkjer–Trondheim–Støren–Røros på Nordlandsbanen, Dovrebanen og Rørosbanen. Navnet benyttes også i regeringsdokumenter om disse strækninger. Indimellem bruges navnet også om strækningerne mellem Oppdal, Røros, Trondheim og Steinkjer. Navnet blev tidligere benyttet af NSB som projektnavn for koordineringen af persontog på denne strækning fra 1993 til og med 2003. NSB ophørte med at bruge navnet i 2004, mens Statens jernbanetilsyn fortsatte med at benytte det. Senere har NSB taget det i brug igen.

## Historie
Trønderbanen var NSB's projektnavn for koordineringen af persontog på strækningen mellem Oppdal, Røros, Trondheim og Steinkjer fra 1993 til 2003. Trønderbanen opstod som begreb, da trafikken med lokaltog i de daværende Sør-Trøndelag og Nord-Trøndelag fylker blev reorganiseret i 1990'erne. Navnet blev skabt af Gunhild Myren fra Sandvollan i Inderøy, der vandt en konkurrence i 1993.
8. juni 1997 blev der indført faste minuttal med tog hver halvanden time mellem Trondheim og Steinkjer. 7. januar 2001 blev det udvidet til fast timedrift. Den faste timedrift var med til at gøre Trønderbanen til en succes. I 2003 blev der transporteret ca. 1,1 mio. passagerer. Ved Støren var der 6 % flere passagerer end året før, mens det var uændret i Levanger.
Fra 1. januar 2004 ophørte NSB med at bruge navnet Trønderbanen om lokaltogene nord og syd for Trondheim. Årsagen var at deres afdeling i Trondheim blev nedlagt, og beslutningerne i stedet blev taget centralt i Oslo. Efterfølgende benyttedes det generelle produktnavn NSB Lokaltog, men navnet Trønderbanen blev stadig benyttet i folkemunde og den lokale presse. I 2012 benyttede NSB igen navnet Trønderbanen i køreplaner mv.

## Jernbaner
Trønderbanen omfattede disse jernbaner i 1993-2003:
- Dovrebanen (Oppdal – Trondheim)
- Meråkerbanen (Hell - Storlien)
- Nordlandsbanen (Trondheim – Steinkjer)
- Rørosbanen (Røros – Trondheim)
- Stavne-Leangenbanen (Marienborg – Lerkendal)

## Materiel
Trønderbanens tog har hovedsageligt været dieselelektriske togsæt af NSB type 92, suppleret af NSB type 93 til blandt andet Røros.